# Microcebus rufus
Microcebus rufus là một loài động vật có vú trong họ Cheirogaleidae, bộ Linh trưởng. Loài này được É. Geoffroy mô tả năm 1828.

## Hình ảnh

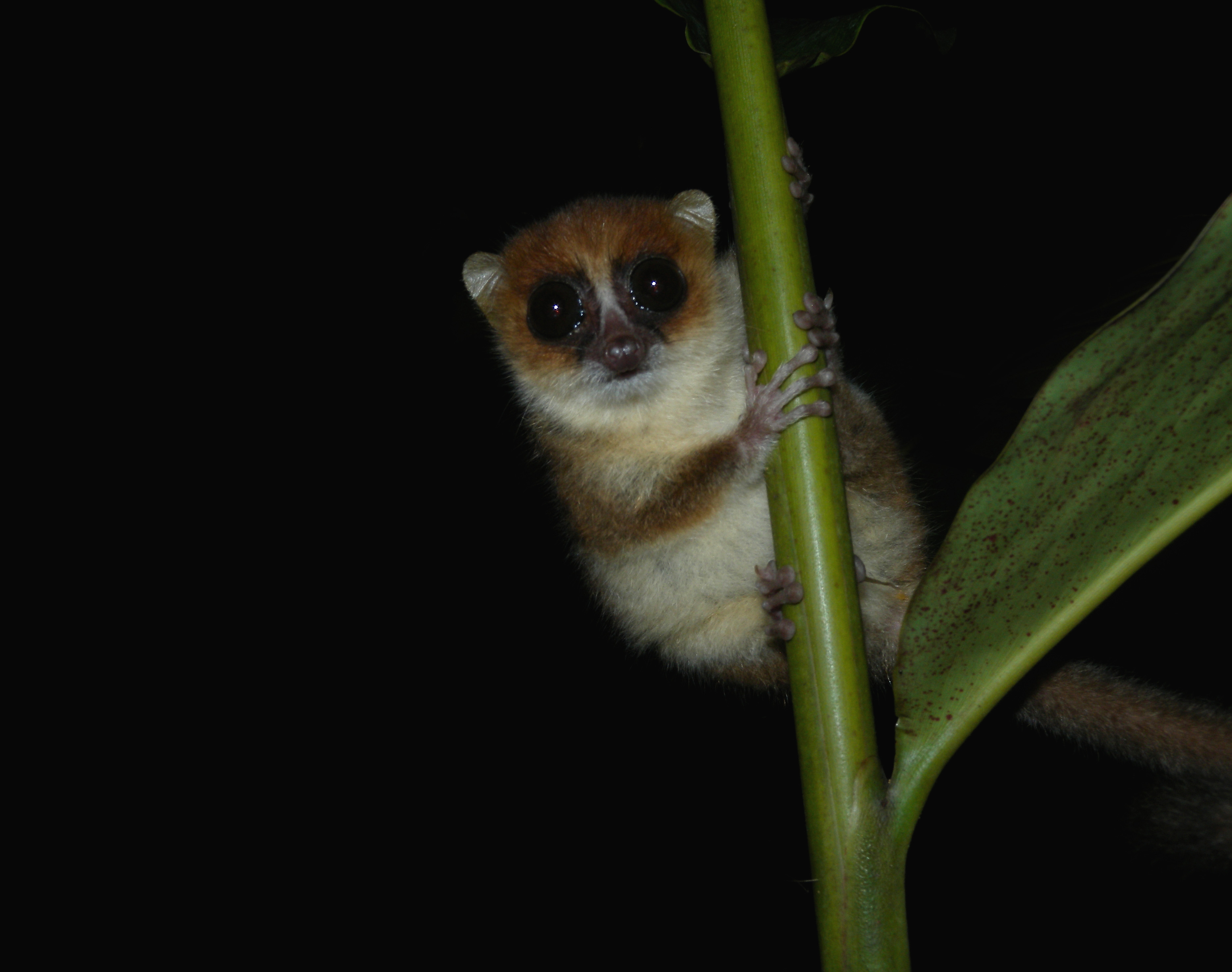
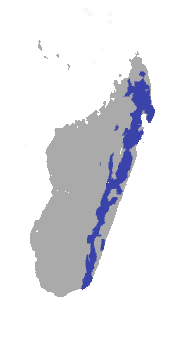
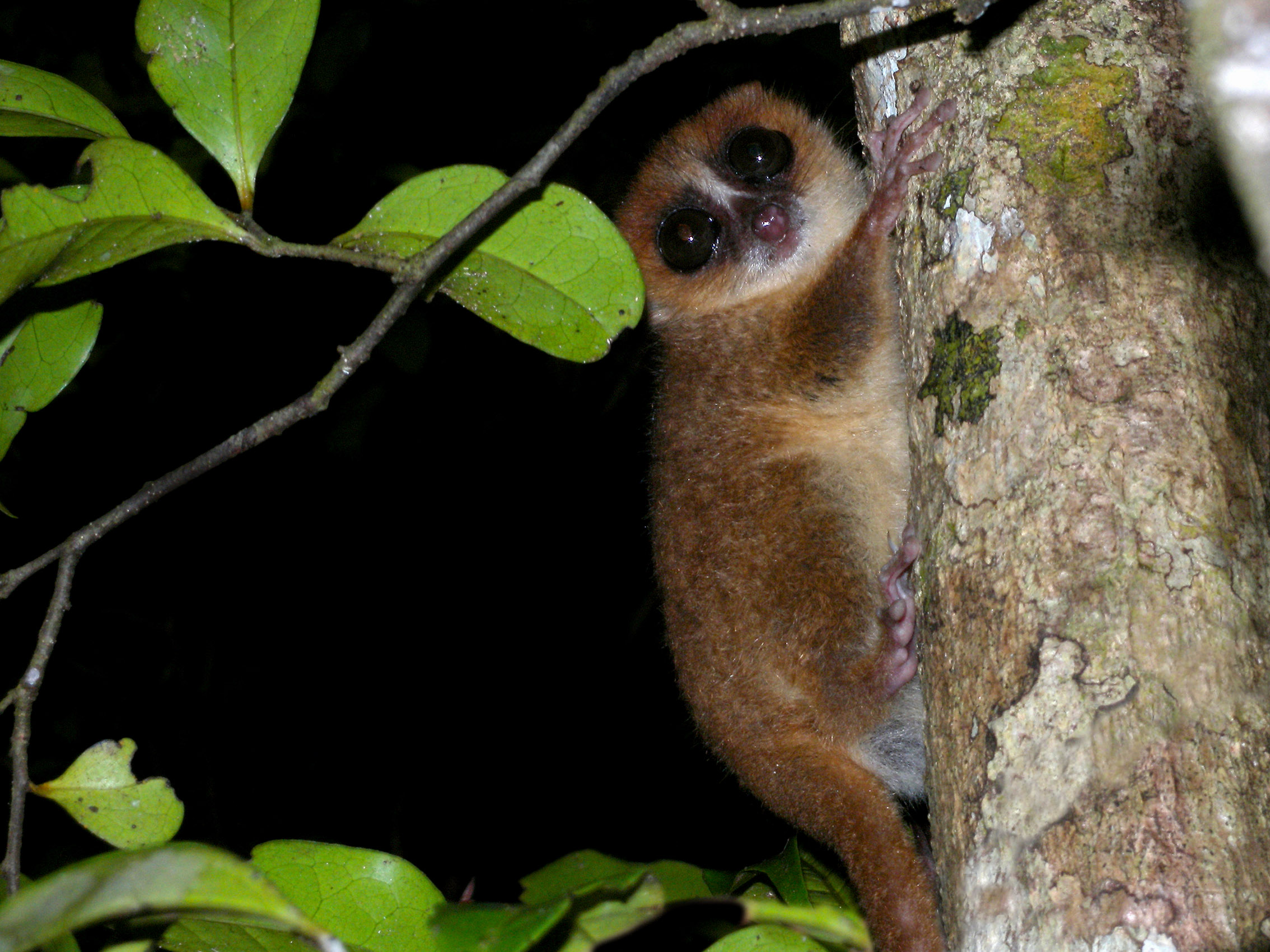
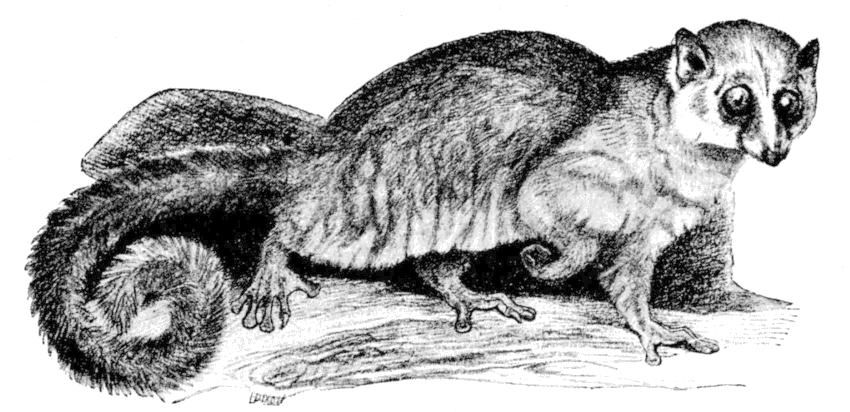